# Bromoform
| Bromoform |                                                        |
| \| \| \| |                                                        |
| IUPAC-név | tribrómmetán                                           |
| Más nevek | bromoform, metil-tribromid,                            |
| Kémiai azonosítók                                                                                               |                                                        |
| CAS-szám | 75-25-2                                                |
| PubChem | 5558                                                   |
| ChemSpider | 13838404                                               |
| EINECS-szám | 200-854-6                                              |
| DrugBank | DB03054                                                |
| KEGG | C14707                                                 |
| ChEBI | 38682                                                  |
| RTECS szám | PB5600000                                              |
| SMILES | C(Br)(Br)Br                                            |
| InChI | 1/CHBr3/c2-1(3)4/h1H                                   |
| InChIKey | DIKBFYAXUHHXCS-UHFFFAOYSA-N                            |
| Beilstein | 1731048                                                |
| Gmelin | 49500                                                  |
| UNII | TUT9J99IMU                                             |
| UN-szám | 2515                                                   |
| ChEMBL | CHEMBL345248                                           |
| Kémiai és fizikai tulajdonságok                                                                                 |                                                        |
| Kémiai képlet                                                                                                   | CHBr3                                                  |
| Moláris tömeg                                                                                                   | 252,73 g/mol                                           |
| Megjelenés | színtelen vagy sárgás-színű, édeskés szagú folyadék    |
| Sűrűség | 2,89 g/cm³ 20 °C-on                                    |
| Olvadáspont | 9,2 °C                                                 |
| Forráspont | 149,5 °C                                               |
| Oldhatóság (vízben)                                                                                             | 3,2 g/l (30 °C)                                        |
| Gőznyomás | 660 Pa (20 °C)                                         |
| Megoszlási hányados                                                                                             | 2,38                                                   |
| Veszélyek |                                                        |
| EU osztályozás                                                                                                  | Mérgező (T), Veszélyes a környezetre (N), Carc. Cat. 3 |
| NFPA 704 | 0 3 0                                                  |
| R mondatok | R23, R36/38, R51/53                                    |
| S mondatok | (S1/2), S28, S45, S61                                  |
| PEL | 0,5 ppm                                                |
| LD50 | 933 mg/kg (patkány, szájon át)                         |
| Ha másként nem jelöljük, az adatok az anyag standardállapotára (100 kPa) és 25 °C-os hőmérsékletre vonatkoznak. |                                                        |
| |                                                        |

A  bromoform  (szisztematikus nevén metil-tribromid) érzéstelenítő hatású vegyület, vegyipari alapanyag  triviális neve. (Más néven tribrómmetán). Képlete: CHBr3

## Jellemzői
A kloroformhoz hasonló édeskés illatú, színtelen vagy halványsárgás, nagy fajsúlyú folyadék („nehézfolyadék”). Sűrűsége 20 °C-on 2,889 g/cm³.

## Előállítása
A bromoform előállítása acetonból (vagy etanolból) történik,  klórmészszel brómmal és kálium-hidroxiddal:
H2C-CO-CH2OH + 3 Br2 → Br3C-CO-CH3 + 3 HBr
→ Br3C-CO-CH3 + KOH → CHBr3 + CH3COOK

## Felhasználása
A geológusok  ásványkeverékekből az ún. könnyű- és a nehézásványokat bromoform segítségével választják szét.

## Élettani hatása
- Érzéstelenítő hatású vegyület.

## Lásd még
- Kloroform
- Jodoform